# Parada Areais
A Parada Areais, foi uma estação ferroviária pertencente a Estrada de Ferro Santos-Jundiaí.

## História
Foi aberta em 1897, como posto telegráfico pela São Paulo Railway (SPR). Operou até meados de 1960, quando o prédio foi demolido.
Hoje em dia, não há vestígios da estação, somente há o entroncamento com o leito primitivo da SPR que vai para Raiz da Serra. O transporte de passageiros foi suprimido na região e a linha foi entregue à concessionária MRS, que hoje a controla.
Na região há o ponto de encontro entre a Antiga Estrada de Ferro Santos-Jundiaí e o Ramal de Perequê, que liga esta ferrovia ao Ramal Mairinque-Santos.